# Донак
Донак (фр. Dompnac) насеље је и општина у источној Француској у региону Рона-Алпи, у департману Ардеш која припада префектури Ларжантјер.
По подацима из 2011. године у општини је живело 74 становника, а густина насељености је износила 4,59 становника/km². Општина се простире на површини од 16,12 km². Налази се на средњој надморској висини од 510 метара (максималној 1.249 m, а минималној 355 m).

## Демографија
| 1962. | 1968. | 1975. | 1982. | 1990. | 1999. | 2011. |
| ----- | ----- | ----- | ----- | ----- | ----- | ----- |
| 43    | 62    | 65    | 71    | 62    | 82    | 74    |

График промене броја становника у току последњих година